# Jared Leto
Jared Joseph Leto (* 26. prosince 1971, Bossier City, Louisiana) je americký herec a zpěvák, frontman hudební skupiny 30 Seconds to Mars.

## Život
Studoval střední školu Flint High School, kterou nedokončil. Střední školu dokončil na Emerson Prepatory School. Poté se snažil studovat obor malířství na Univerzitě umění ve Philadelphii. Z této školy byl díky zájmu o filmové umění přeložen na Newyorskou Universitu umění a filmu, kde studoval režisérství. V té době režíroval krátký film Crying Joy (Radost v slzách). V 21 letech se přestěhoval do Kalifornie, kde vystupoval v seriálech Tábor u Wilderů a Skoro doma.
Mezi jeho první významné role patří úloha o Jordana Catalana v seriálu My So-Called Life, kde si zahrál po boku Claire Danesové. Od poloviny 90. let se však objevuje pouze na filmovém plátně a to zejména ve vedlejších rolích.
Zatím největší filmovou příležitost dostal v titulní postavě legendárního amerického vytrvalce Stephena Prefontainea, který obsadil čtvrté místo v běhu na 5000 metrů na mnichovské olympiádě 1972, v životopisném snímku Prefontaine (r. S. James). Jeho bratr Shannon Leto se stal také hercem.
Mezi jeho filmové počiny v hlavní roli patří role Harryho Goldfarba v kultovním filmu Requiem za sen a role Nema Nobody ve filmu Pan Nikdo (Mr. Nobody). Ten patří mezi jeho nejúspěšnější filmové počiny. Pro české publikum byl slavnostně promítnut v roce 2010 za účasti režiséra Jaco van Dormaela na Mezinárodním filmovém festivalu v Karlových Varech.
Pod pseudonymem Bartholomew Cubbins režíroval dokumentární film Artifact (2012), věnovaný jeho hudební skupině 30 Seconds to Mars.

## Filmografie
| Rok           | Název                            | Role               | Poznámky |
| ------------- | -------------------------------- | ------------------ | --- |
| 1995          | Co si ušít do výbavy             | Beck               | |
| 1996          | Poslední ze slavných králů       | Frankie Griffin    | |
| 1997          | Past                             | Lane Dixon         | |
| 1997          | Zázračný běžec                   | Steve Prefontaine  | |
| 1998          | Basil                            | Basil              | |
| 1998          | Temná legenda                    | Paul Gardener      | |
| 1998          | Tenká červená linie              | William Whyte      | |
| 1999          | Narušení                         | Tobias Jacob       | |
| 1999          | Klub rváčů                       | Angel Face         | |
| 1999          | Černá a bílá                     | Casey              | |
| 2000          | Sunset Strip                     | Glen Walker        | |
| 2000          | Requiem za sen                   | Harry Goldfarb     | |
| 2000          | Americké psycho                  | Paul Allen         | |
| 2002          | Úkryt                            | Junior             | |
| 2002          | Highway                          | Jack Hayes         | |
| 2003          | Sol Goode                        | Sage               | |
| 2004          | Alexander Veliký                 | Héfaistión         | |
| 2005          | Obchodník se smrtí               | Vitalij Orlov      | |
| 2006          | Zabijáci osamělých srdcí         | Raymond Fernandez  | |
| 2007          | Zavraždění Johna Lennona         | Mark David Chapman | |
| 2009          | Pan Nikdo                        | Nemo Nobody        | |
| 2013          | Klub poslední naděje             | Rayon              | Zlatý glóbus za nejlepší mužský herecký výkon ve vedlejší roli Oscar za nejlepší mužský herecký výkon ve vedlejší roli Cena Sdružení filmových a televizních herců v kategorii nejlepší herec ve vedlejší roli Broadcast Film Critics Association Awards v kategorii nejlepší herec ve vedlejší roli New York Film Critics Circle Awards v kategorii nejlepší herec ve vedlejší roli Hollywood Film Festival v kategorii největší průlom v kariéře – herec |
| 2016          | Sebevražedný oddíl               | Joker              | |
| 2017          | Blade Runner 2049                | Niander Wallace    | |
| 2017          | The Outsider                     | Nick Lowell        | |
| 2021          | Střípky                          | Albert Sparma      | |
| 2021          | Liga spravedlnosti Zacka Snydera | Joker              | |
| 2021          | Klan Gucci                       | Paolo Gucci        | |
| 2022          | Morbius                          | Michael Morbius    | |
| bude oznámeno | Adrift                           | bude oznámeno      | |